# Отац и неки важни људи
„Отац и неки важни људи” је југословенски ТВ филм из 1973. године. Режирао га је Сулејман Купусовић а сценарио је написао Миленко Вучетић.

## Улоге
| Глумац            | Улога |
| ----------------- | ----- |
| Адем Чејван       |       |
| Михајло Мрваљевић |       |
| Сафет Пашалић     |       |